# 1949 en Palestine
Chronologie de la Palestine
- 1945
- 1946
- 1947
- 1948
- 1949
- 1950
- 1951
- 1952
- 1953

Cette page concerne les évènements survenus en 1949 en Palestine :

## Évènements
- Dépeuplement des localités arabes
- Guerre israélo-arabe de 1948-1949
- Accords d'armistice israélo-arabes de 1949
- 27 avril-12 septembre : Conférence de Lausanne
- La plupart des combats entre Israël et les États arabes prennent fin au cours de l'hiver 1948. Le 11 décembre 1948, les Nations unies adoptent la résolution 194, qui autorise les Palestiniens à retourner dans leurs foyers et à être indemnisés pour les biens perdus ou endommagés, et qui établit la Commission de conciliation des Nations unies. Des armistices mettant officiellement fin à la guerre sont signés entre février et juillet 1949, mais les massacres et les expulsions de Palestiniens se poursuivent en 1949 et au-delà (Nakba).
- Les noms de lieux palestiniens et le nom « Palestine » lui-même sont retirés des cartes et des livres (en)[1].

## Créations
- Camps de réfugiés palestiniens : Bureij, Khan Younès, Maghazi, Nousseirat, Rafah, Am'ari, Deir Ammar, Dheisheh, Far'a, Fawwar, Jalazone et  Kalandia.
- Camps de concentration israéliens